# Danse sportive aux Jeux mondiaux de 2013
Navigation
Kaohsiung 2009 Wrocław 2017
Les épreuves de danse sportive des Jeux mondiaux de 2013 ont lieu le 27 juillet 2013 à Cali en Colombie.

## Podiums
| Épreuves     | Or                                                                | Argent                                       | Bronze                                           |
| ------------ | ----------------------------------------------------------------- | -------------------------------------------- | ------------------------------------------------ |
| Classique    | Allemagne Benedetto Ferruggia Claudia Köhler                      | Russie Sergej Konovaltsev Olga Konovaltseva  | Italie Grazia Benincasa Rosario Guerra           |
| Salsa        | Colombie Adriana Avila Molina Jefferson Andres Benjumea Merolanda | Tchéquie Michaela Gatekova Jakub Mazuch      | Italie Antonio Berardi Jasmina Valentina Berardi |
| Danse latine | Moldavie Gabriele Pasquale Goffredo Anna Matus                    | Russie Timur Imametdinov Ekaterina Nikolaeva | France Elena Salikhova Charles-Guillaume Schmitt |

## Tableau des médailles
| Rang  | Nation    | Or | Argent | Bronze | Total |
| ----- | --------- | -- | ------ | ------ | ----- |
| 1     | Colombie  | 1  | 0      | 0      | 1     |
| 2     | Allemagne | 1  | 0      | 0      | 1     |
| 3     | Moldavie  | 1  | 0      | 0      | 1     |
| 4     | Russie    | 0  | 2      | 0      | 2     |
| 5     | Tchéquie  | 0  | 1      | 0      | 1     |
| 6     | Italie    | 0  | 0      | 2      | 2     |
| 7     | France    | 0  | 0      | 1      | 1     |
| TOTAL | TOTAL     | 3  | 3      | 3      | 9     |